# Liste des champions frappeurs des Ligues majeures de baseball
Dans les Ligues majeures de baseball, le champion frappeur est le joueur qui enregistre la meilleure moyenne au bâton dans chaque ligue (Américaine et Nationale). La moyenne au bâton est calculée en divisant le nombre de coups sûrs réussi par un frappeur par le nombre de présences officielles au bâton. 
Depuis 2016, les champions frappeurs reçoivent un trophée baptisé en l'honneur d'anciens champions frappeurs célèbres : le prix Rod Carew (Rod Carew American League batting champion) pour le gagnant dans la Ligue américaine et le prix Tony Gwynn (Tony Gwynn National League batting champion) pour le gagnant de la Ligue nationale. Carew a remporté 7 fois le titre de champion frappeur dans l'Américaine et Gwynn, qui est honoré à titre posthume, l'a gagné 8 fois dans la Nationale.

## Éligibilité
La moyenne au bâton est calculée pour chaque joueur venant frapper au moins une fois dans une saison, mais un nombre minimum de présences est requise pour être qualifié au titre. Bien que les présences officielles au bâton sont utilisées pour calculer la moyenne, c'est le nombre de passages au bâton qui est examiné pour décider de l'éligibilité ou non d'un joueur. Pour remporter le titre, un frappeur doit compter au minimum 3,1 présences officielles au bâton (AB) par match en moyenne, soit un minimum de 501 présences officielles en une saison régulière de 162 parties.
Il y a toutefois des exceptions à cette règle. En effet, le règlement 10.22(a) de la Ligue majeure de baseball permet d'ajouter une ou quelques présences officielles au bâton hypothétiques et sans coup sûr aux statistiques d'un frappeur ratant de justesse le minimum requis de passages au bâton. Par exemple, en 1996, le champion frappeur de la Ligue nationale est Tony Gwynn des Padres de San Diego. Blessé durant l'année, il termine la saison avec 498 passages au bâton, soit 4 de moins que le minimum, et une moyenne au bâton de ,353. En lui ajoutant 4 présences officielles sans coup sûr (donc est « 0 en 4 »), Gwynn aurait obtenu une moyenne de ,349 qui aurait tout de même été de cinq millièmes de point meilleure que celle de son plus proche poursuivant, Ellis Burks. Gwynn remporte le titre de champion frappeur. Cette règle 10.22(a) est d'ailleurs surnommée « règle Tony Gwynn ». La dernière phrase de l'article 10.22(a) stipule « qu'on doit accorder le titre à un joueur si en lui ajoutant les présences manquantes, sa moyenne est toujours la meilleure ».

## Records et moyennes notables
La meilleure moyenne enregistrée est ,492 par Levi Meyerle dans l'Association nationale, considérée comme la première ligue majeure, en 1871, ce qui était la première saison de baseball professionnel aux États-Unis. Depuis le début du XXe siècle, la meilleure moyenne obtenue dans la Ligue américaine est ,426 par Napoleon Lajoie et ,424 par Rogers Hornsby est le record de la Ligue nationale. Depuis 1950, la meilleure moyenne enregistré est ,394 par Tony Gwynn en 1994, une saison raccourcie par une grève des joueurs. Hors cette saison raccourcie, la meilleure moyenne depuis 1950 est ,390 par George Brett des Royals de Kansas City en 1980, ce qui est également la meilleure moyenne dans la Ligue américaine depuis que Ted Williams a frappé ,406 en 1941 et enregistré la dernière moyenne supérieure à ,400 en une année dans l'histoire des Ligues majeures.
La meilleure moyenne au bâton enregistrée par un frappeur au cours de sa carrière est celle de Ty Cobb, qui frappa pour ,366 de moyenne de 1905 à 1928. Le top 5 est complété par Rogers Hornsby (,358), Shoeless Joe Jackson (,355), Lefty O'Doul (,349) et Ed Delahanty (,345). Parmi les joueurs ayant joué au-delà de l'année 1950, le meilleur est Ted Williams (7e rang de l'histoire) à ,344 de 1939 à 1960. Chez les joueurs ayant commencé leur carrière en Ligue majeure après 1950, Tony Gwynn (18e rang de l'histoire) est premier avec une moyenne à vie de ,338 de 1982 à 2001. Chez les joueurs actifs après la saison 2016, Miguel Cabrera arrive premier avec sa moyenne de ,320 depuis le début de sa carrière.

## Ligue américaine

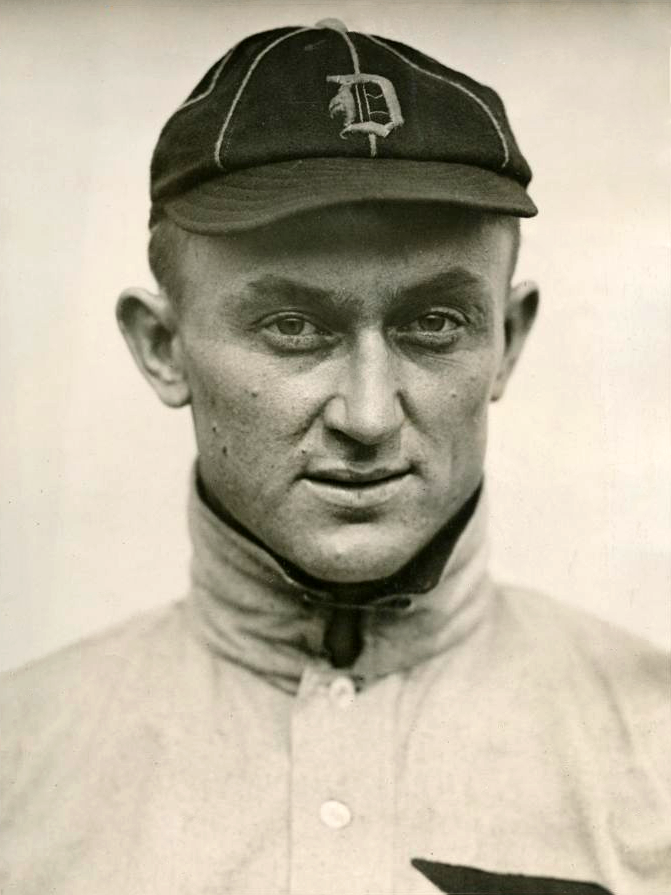
Ty Cobb a gagné 11 fois le championnat des frappeurs, un record.

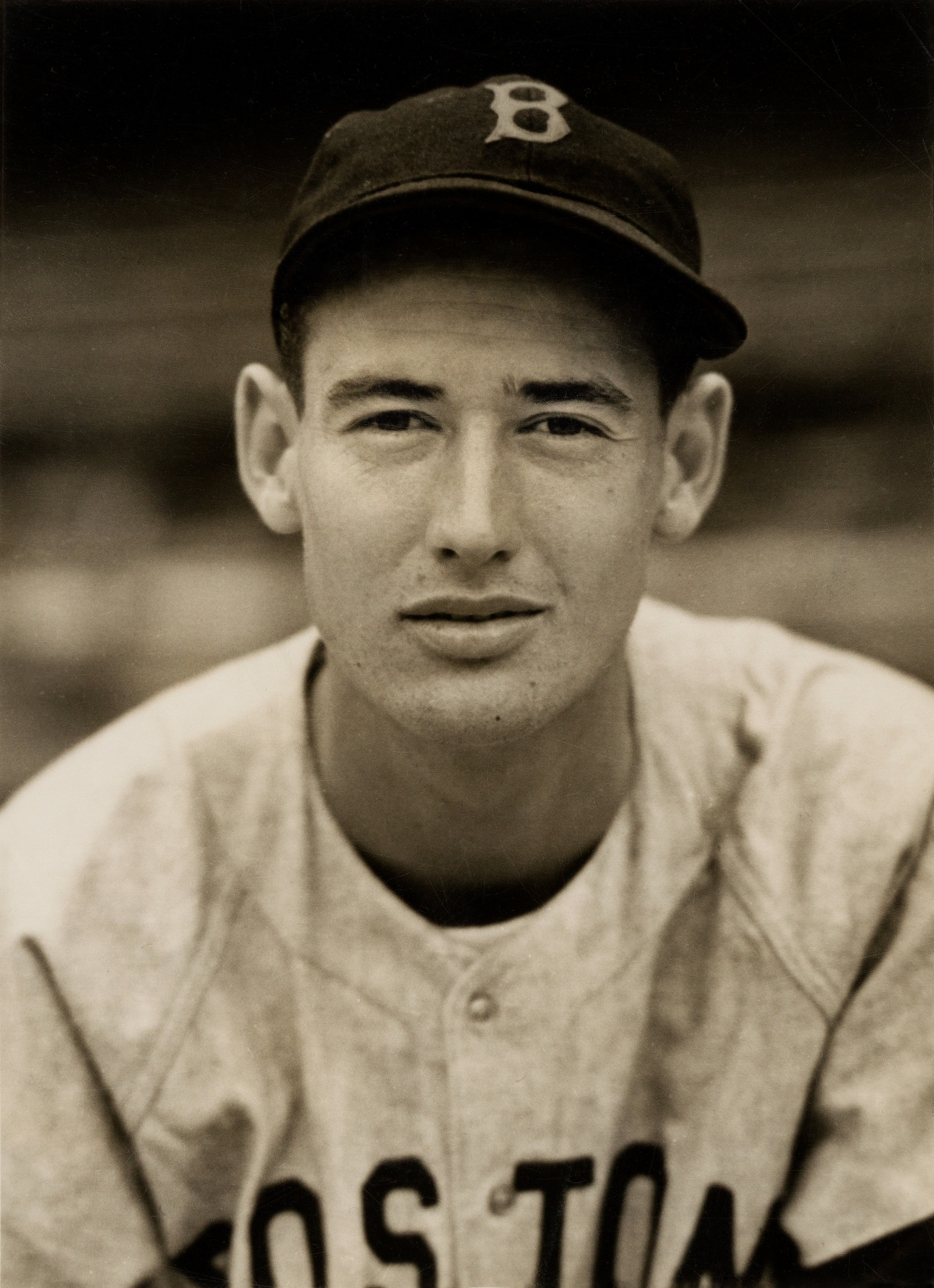
La moyenne au bâton de ,406 de Ted Williams en 1941 marque la dernière fois de l'histoire qu'un joueur a atteint ,400 en une saison.

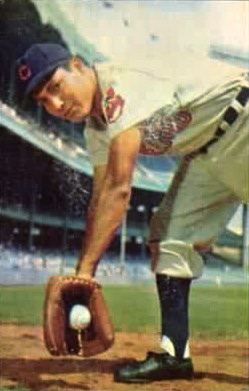
En 1954, Bobby Ávila est le premier Mexicain champion frappeur.

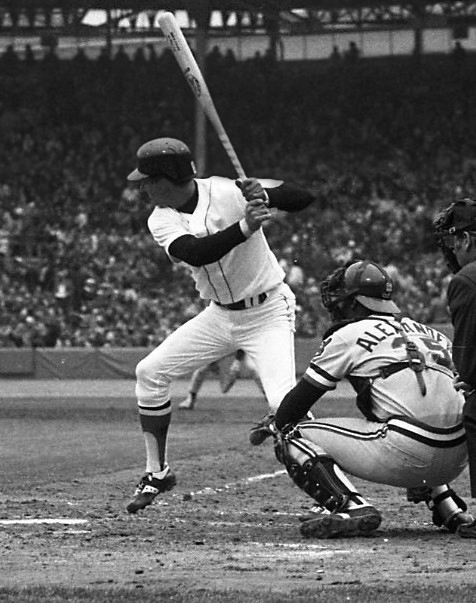
Trois fois champion frappeur, Carl Yastrzemski gagne en 1967 la Triple couronne.

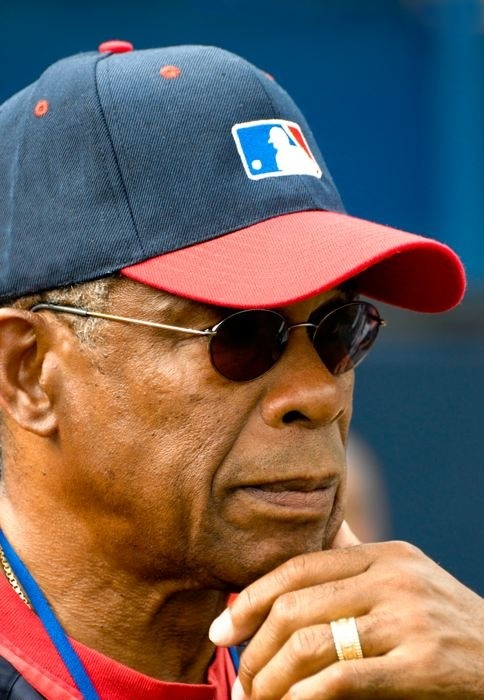
Rod Carew, en l'honneur de qui est maintenant nommé le prix du champion frappeur de la Ligue américaine qu'il a gagné 7 fois.

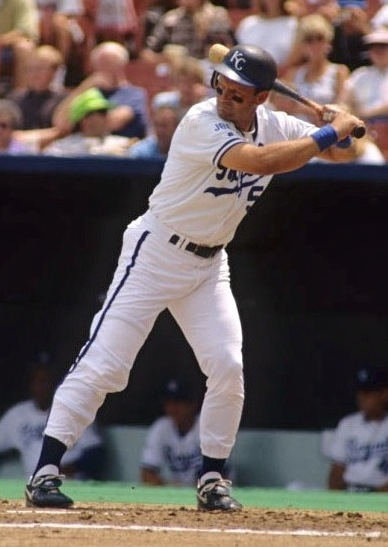
George Brett est le seul à avoir été champion frappeur lors de 3 décennies différentes (1976, 1980, 1990).

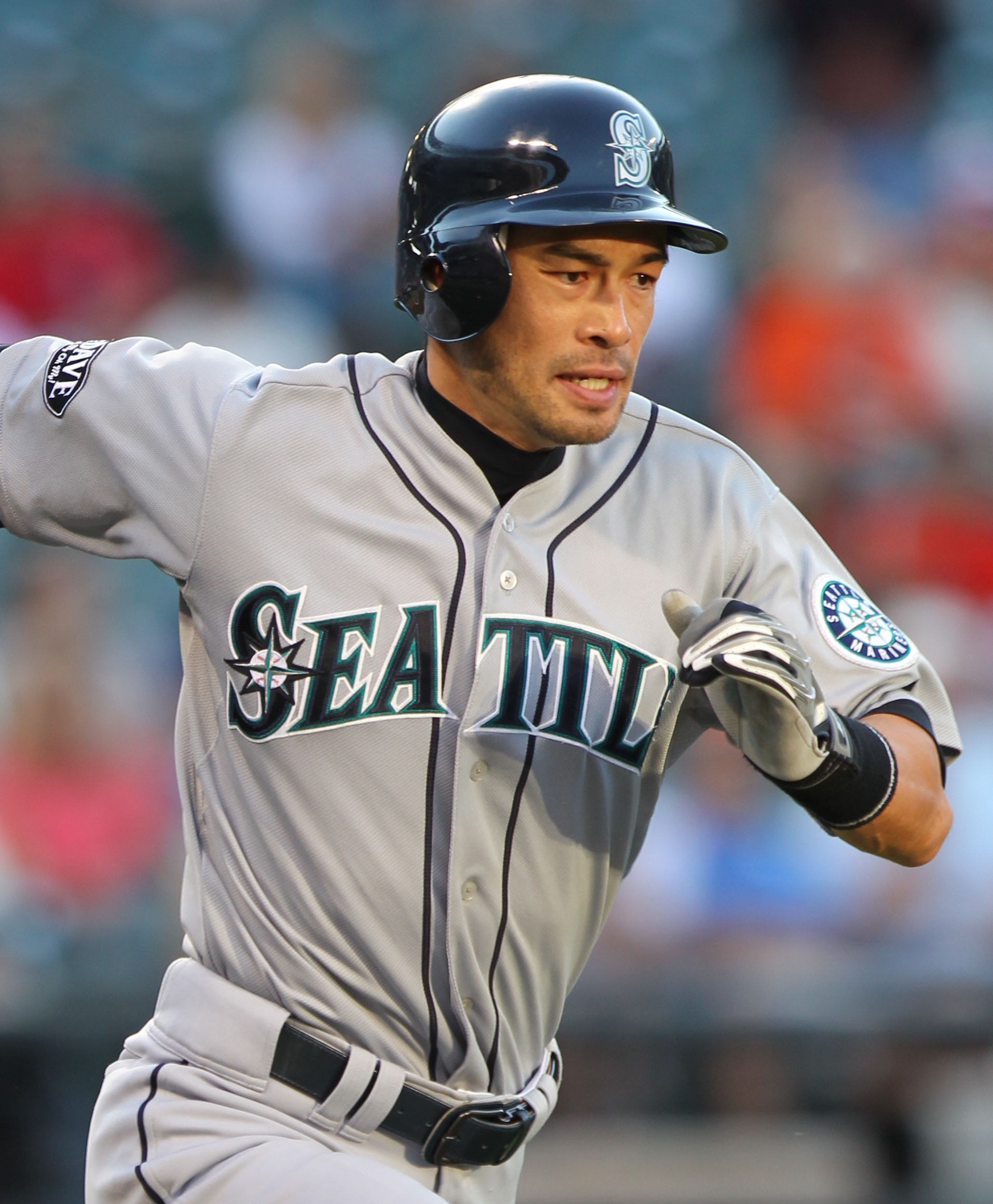
Ichiro Suzuki, premier joueur japonais champion frappeur dans les Ligues majeures.

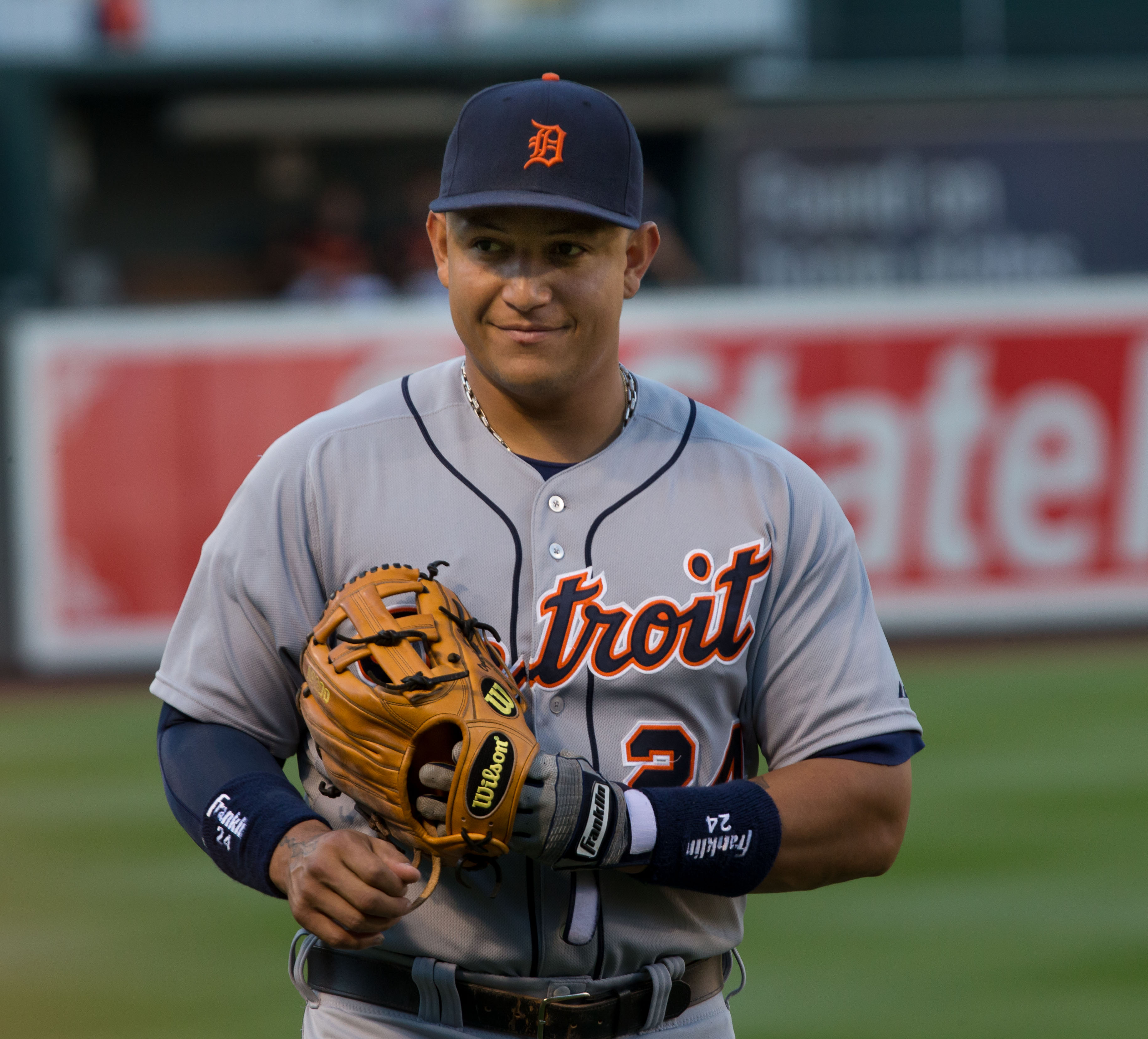
Miguel Cabrera est en 2012 le premier joueur depuis 1967 à réussir la Triple couronne.

| Année | Joueur                | Équipe                    | Moyenne |
| ----- | --------------------- | ------------------------- | ------- |
| 1901  | Nap Lajoie            | Athletics de Philadelphie | ,426    |
| 1902  | Ed Delahanty (2)      | Senators de Washington    | ,376    |
| 1903  | Nap Lajoie (2)        | Naps de Cleveland         | ,344    |
| 1904  | Nap Lajoie (3)        | Naps de Cleveland         | ,376    |
| 1905  | Elmer Flick           | Naps de Cleveland         | ,308    |
| 1906  | George Stone          | Browns de Saint-Louis     | ,358    |
| 1907  | Ty Cobb               | Tigers de Détroit         | ,350    |
| 1908  | Ty Cobb (2)           | Tigers de Détroit         | ,324    |
| 1909  | Ty Cobb (3)           | Tigers de Détroit         | ,377    |
| 1910  | Nap Lajoie (4)        | Naps de Cleveland         | ,384    |
| 1911  | Ty Cobb (4)           | Tigers de Détroit         | ,420    |
| 1912  | Ty Cobb (5)           | Tigers de Détroit         | ,409    |
| 1913  | Ty Cobb (6)           | Tigers de Détroit         | ,390    |
| 1914  | Ty Cobb (7)           | Tigers de Détroit         | ,368    |
| 1915  | Ty Cobb (8)           | Tigers de Détroit         | ,369    |
| 1916  | Tris Speaker          | Indians de Cleveland      | ,386    |
| 1917  | Ty Cobb (9)           | Tigers de Détroit         | ,383    |
| 1918  | Ty Cobb (10)          | Tigers de Détroit         | ,382    |
| 1919  | Ty Cobb (11)          | Tigers de Détroit         | ,384    |
| 1920  | George Sisler         | Browns de Saint-Louis     | ,407    |
| 1921  | Harry Heilmann        | Tigers de Détroit         | ,394    |
| 1922  | George Sisler (2)     | Browns de Saint-Louis     | ,420    |
| 1923  | Harry Heilmann (2)    | Tigers de Détroit         | ,403    |
| 1924  | Babe Ruth             | Yankees de New York       | ,378    |
| 1925  | Harry Heilmann (3)    | Tigers de Détroit         | ,393    |
| 1926  | Heinie Manush         | Tigers de Détroit         | ,378    |
| 1927  | Harry Heilmann (4)    | Tigers de Détroit         | ,398    |
| 1928  | Goose Goslin          | Senators de Washington    | ,379    |
| 1929  | Lew Fonseca           | Indians de Cleveland      | ,369    |
| 1930  | Al Simmons            | Athletics de Philadelphie | ,381    |
| 1931  | Al Simmons (2)        | Athletics de Philadelphie | ,390    |
| 1932  | Dale Alexander        | Détroit et Boston         | ,367    |
| 1933  | Jimmie Foxx           | Red Sox de Boston         | ,356    |
| 1934  | Lou Gehrig            | Yankees de New York       | ,363    |
| 1935  | Buddy Myer            | Senators de Washington    | ,349    |
| 1936  | Luke Appling          | White Sox de Chicago      | ,388    |
| 1937  | Charlie Gehringer     | Tigers de Détroit         | ,371    |
| 1938  | Jimmie Foxx (2)       | Red Sox de Boston         | ,349    |
| 1939  | Joe DiMaggio          | Yankees de New York       | ,381    |
| 1940  | Joe DiMaggio (2)      | Yankees de New York       | ,352    |
| 1941  | Ted Williams          | Red Sox de Boston         | ,406    |
| 1942  | Ted Williams (2)      | Red Sox de Boston         | ,356    |
| 1943  | Luke Appling (2)      | White Sox de Chicago      | ,328    |
| 1944  | Lou Boudreau          | Indians de Cleveland      | ,327    |
| 1945  | Snuffy Stirnweiss     | Yankees de New York       | ,309    |
| 1946  | Mickey Vernon         | Senators de Washington    | ,353    |
| 1947  | Ted Williams (3)      | Red Sox de Boston         | ,343    |
| 1948  | Ted Williams (4)      | Red Sox de Boston         | ,369    |
| 1949  | George Kell           | Tigers de Détroit         | ,343    |
| 1950  | Billy Goodman         | Red Sox de Boston         | ,354    |
| 1951  | Ferris Fain           | Athletics de Philadelphie | ,344    |
| 1952  | Ferris Fain (2)       | Athletics de Philadelphie | ,327    |
| 1953  | Mickey Vernon (2)     | Senators de Washington    | ,337    |
| 1954  | Bobby Ávila           | Indians de Cleveland      | ,341    |
| 1955  | Al Kaline             | Tigers de Détroit         | ,340    |
| 1956  | Mickey Mantle         | Yankees de New York       | ,353    |
| 1957  | Ted Williams (5)      | Red Sox de Boston         | ,388    |
| 1958  | Ted Williams (6)      | Red Sox de Boston         | ,328    |
| 1959  | Harvey Kuenn          | Tigers de Détroit         | ,353    |
| 1960  | Pete Runnels          | Red Sox de Boston         | ,320    |
| 1961  | Norm Cash             | Tigers de Détroit         | ,361    |
| 1962  | Pete Runnels (2)      | Red Sox de Boston         | ,326    |
| 1963  | Carl Yastrzemski      | Red Sox de Boston         | ,321    |
| 1964  | Tony Oliva            | Twins du Minnesota        | ,323    |
| 1965  | Tony Oliva (2)        | Twins du Minnesota        | ,323    |
| 1966  | Frank Robinson        | Orioles de Baltimore      | ,316    |
| 1967  | Carl Yastrzemski (2)  | Red Sox de Boston         | ,326    |
| 1968  | Carl Yastrzemski (3)  | Red Sox de Boston         | ,301    |
| 1969  | Rod Carew             | Twins du Minnesota        | ,332    |
| 1970  | Alex Johnson          | Angels de la Californie   | ,329    |
| 1971  | Tony Oliva (3)        | Twins du Minnesota        | ,337    |
| 1972  | Rod Carew (2)         | Twins du Minnesota        | ,318    |
| 1973  | Rod Carew (3)         | Twins du Minnesota        | ,350    |
| 1974  | Rod Carew (4)         | Twins du Minnesota        | ,364    |
| 1975  | Rod Carew (5)         | Twins du Minnesota        | ,359    |
| 1976  | George Brett          | Royals de Kansas City     | ,333    |
| 1977  | Rod Carew (6)         | Twins du Minnesota        | ,388    |
| 1978  | Rod Carew (7)         | Twins du Minnesota        | ,333    |
| 1979  | Fred Lynn             | Red Sox de Boston         | ,333    |
| 1980  | George Brett (2)      | Royals de Kansas City     | ,390    |
| 1981  | Carney Lansford       | Red Sox de Boston         | ,336    |
| 1982  | Willie Wilson         | Royals de Kansas City     | ,332    |
| 1983  | Wade Boggs            | Red Sox de Boston         | ,361    |
| 1984  | Don Mattingly         | Yankees de New York       | ,343    |
| 1985  | Wade Boggs (2)        | Red Sox de Boston         | ,368    |
| 1986  | Wade Boggs (3)        | Red Sox de Boston         | ,357    |
| 1987  | Wade Boggs (4)        | Red Sox de Boston         | ,363    |
| 1988  | Wade Boggs (5)        | Red Sox de Boston         | ,366    |
| 1989  | Kirby Puckett         | Twins du Minnesota        | ,339    |
| 1990  | George Brett (3)      | Royals de Kansas City     | ,329    |
| 1991  | Julio Franco          | Rangers du Texas          | ,341    |
| 1992  | Edgar Martínez        | Mariners de Seattle       | ,343    |
| 1993  | John Olerud           | Blue Jays de Toronto      | ,363    |
| 1994  | Paul O'Neill          | Yankees de New York       | ,359    |
| 1995  | Edgar Martínez (2)    | Mariners de Seattle       | ,356    |
| 1996  | Alex Rodriguez        | Mariners de Seattle       | ,358    |
| 1997  | Frank Thomas          | White Sox de Chicago      | ,347    |
| 1998  | Bernie Williams       | Yankees de New York       | ,339    |
| 1999  | Nomar Garciaparra     | Red Sox de Boston         | ,357    |
| 2000  | Nomar Garciaparra (2) | Red Sox de Boston         | ,372    |
| 2001  | Ichiro Suzuki         | Mariners de Seattle       | ,350    |
| 2002  | Manny Ramírez         | Red Sox de Boston         | ,349    |
| 2003  | Bill Mueller          | Red Sox de Boston         | ,326    |
| 2004  | Ichiro Suzuki (2)     | Mariners de Seattle       | ,372    |
| 2005  | Michael Young         | Rangers du Texas          | ,331    |
| 2006  | Joe Mauer             | Twins du Minnesota        | ,347    |
| 2007  | Magglio Ordóñez       | Tigers de Détroit         | ,363    |
| 2008  | Joe Mauer (2)         | Twins du Minnesota        | ,328    |
| 2009  | Joe Mauer (3)         | Twins du Minnesota        | ,365    |
| 2010  | Josh Hamilton         | Rangers du Texas          | ,359    |
| 2011  | Miguel Cabrera        | Tigers de Détroit         | ,344    |
| 2012  | Miguel Cabrera (2)    | Tigers de Détroit         | ,331    |
| 2013  | Miguel Cabrera (3)    | Tigers de Détroit         | ,348    |
| 2014  | José Altuve           | Astros de Houston         | ,341    |
| 2015  | Miguel Cabrera (4)    | Tigers de Détroit         | ,338    |
| 2016  | José Altuve (2)       | Astros de Houston         | ,338    |
| 2017  | José Altuve (3)       | Astros de Houston         | ,346    |
| 2018  | Mookie Betts          | Red Sox de Boston         | ,346    |
| 2019  | Tim Anderson          | White Sox de Chicago      | ,335    |
| 2020  | DJ LeMahieu           | Yankees de New York       | ,364    |

## Ligue nationale

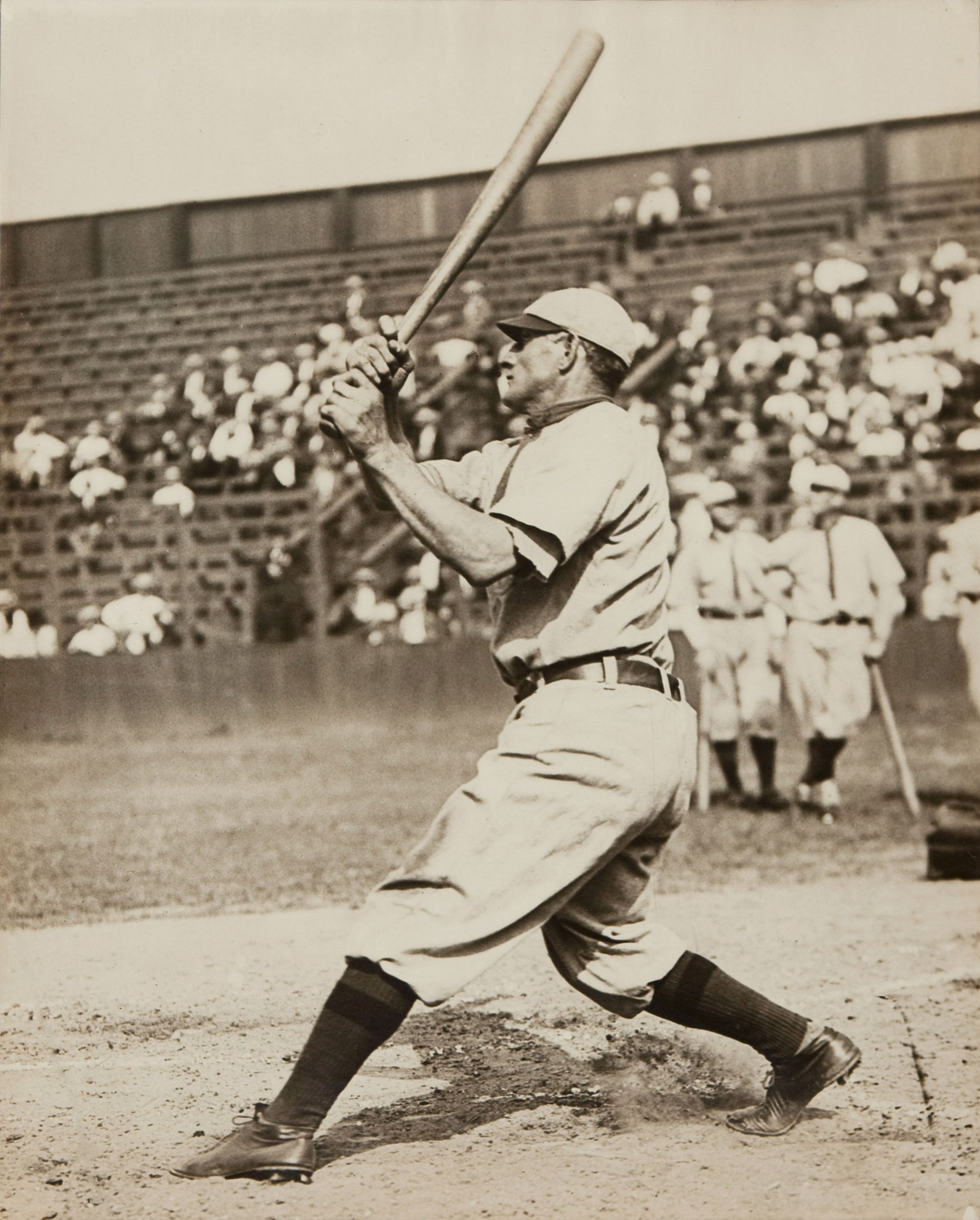
Honus Wagner, huit fois champion frappeur.

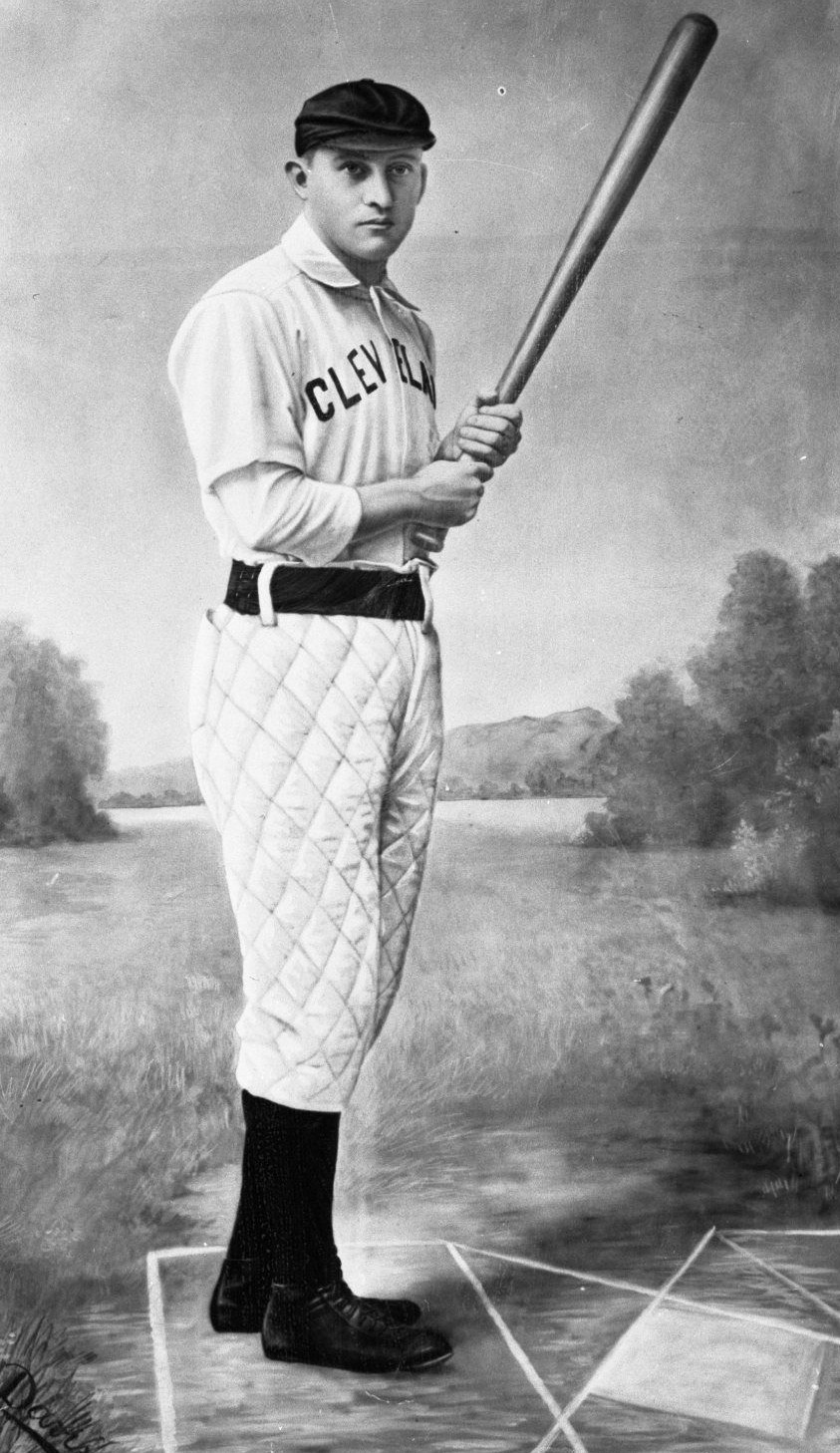
Jesse Burkett des Spiders de Cleveland.

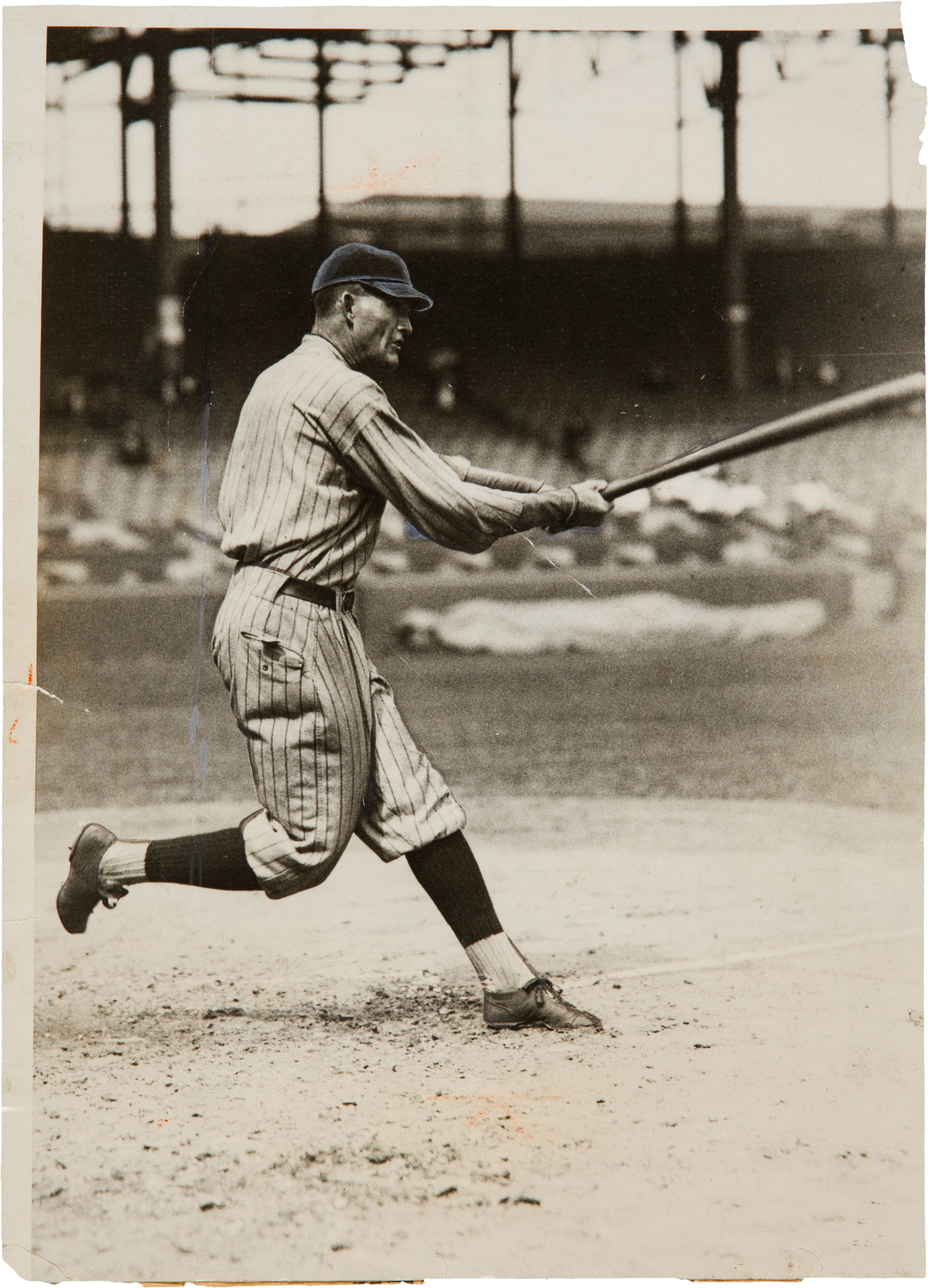
Rogers Hornsby, sept fois champion frappeur.

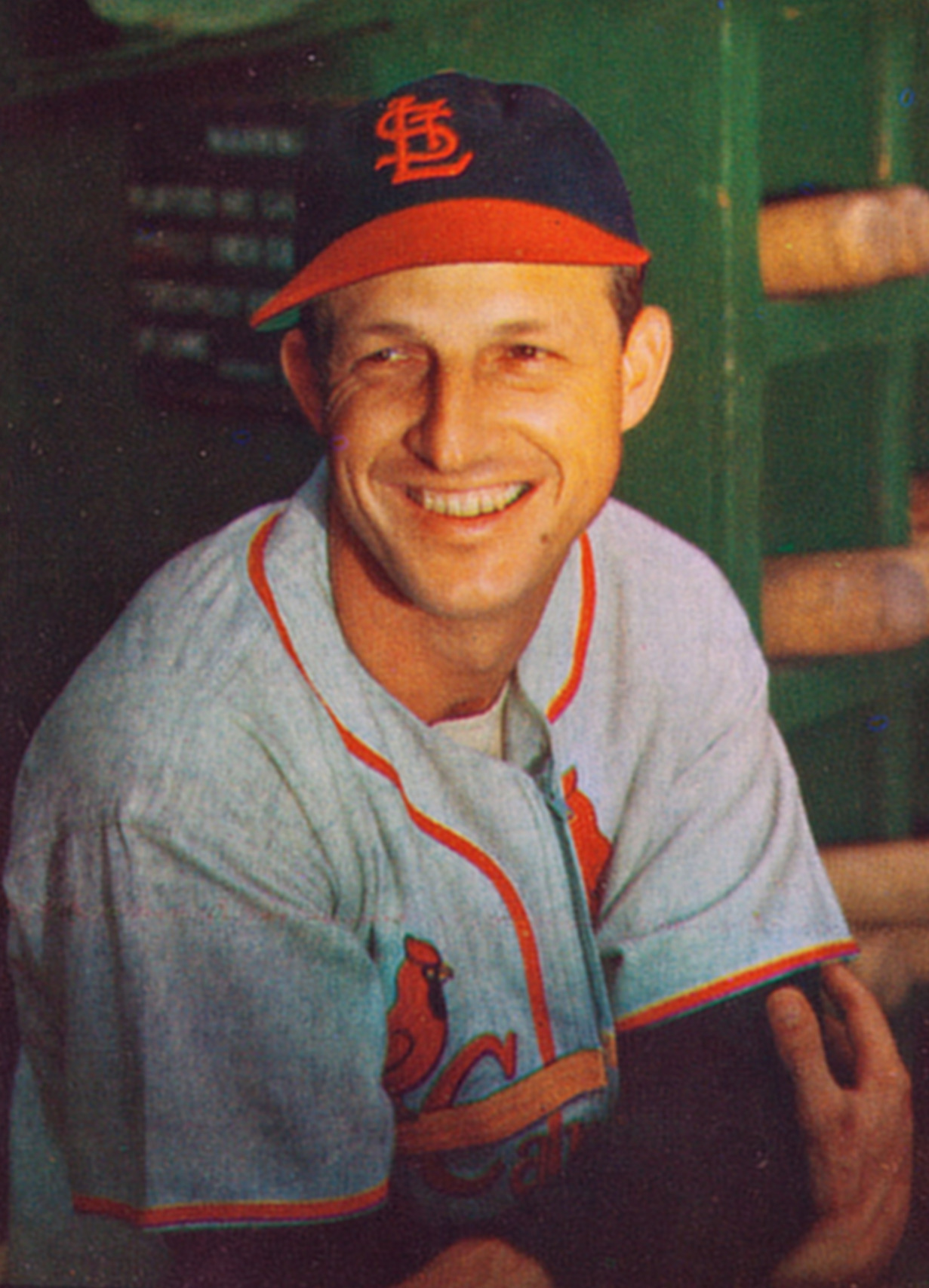
Stan Musial, sept fois champion frappeur.

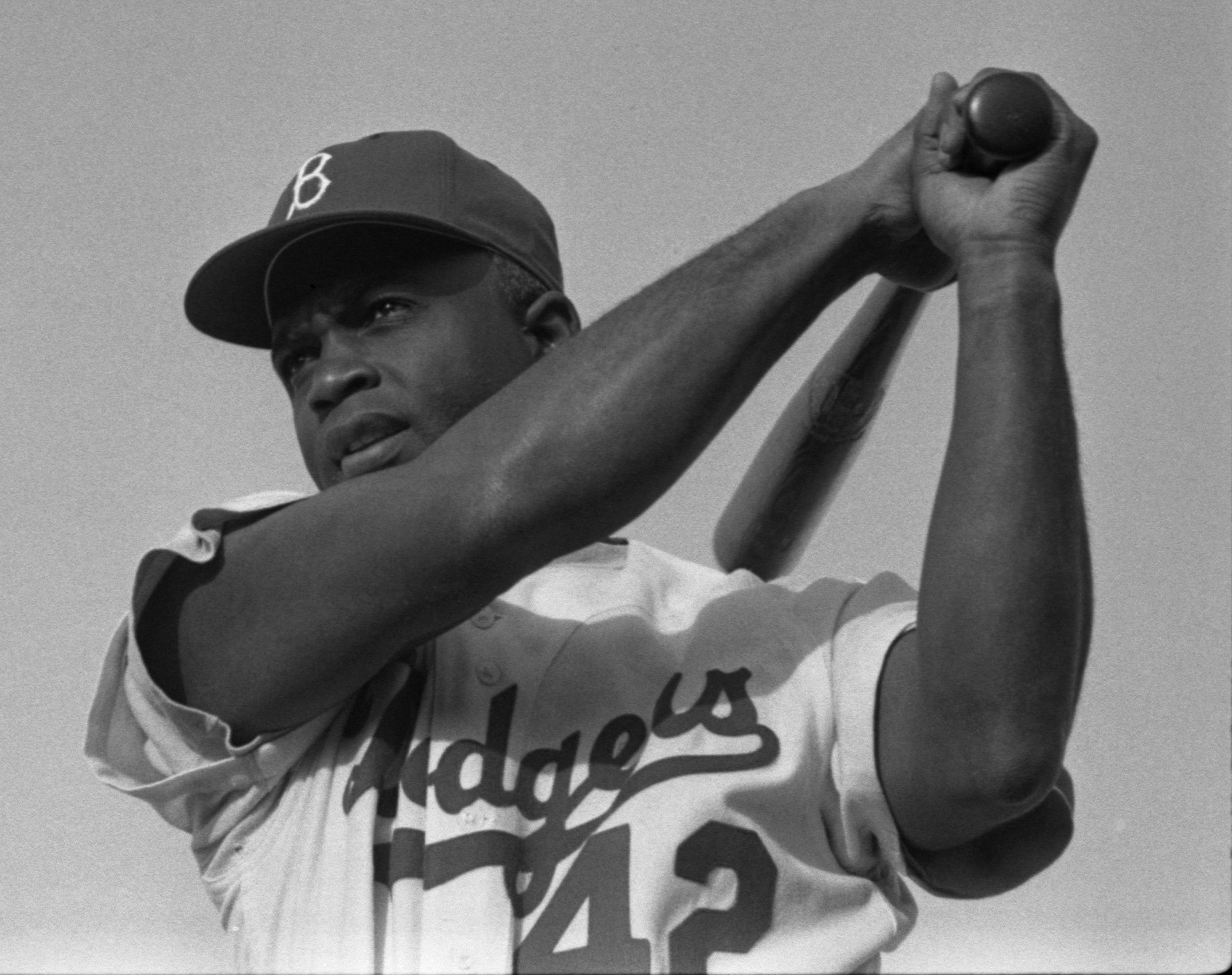
Jackie Robinson est champion frappeur et champion voleur de buts en 1949, le seul jusqu'en 2015 à cumuler les deux titres.

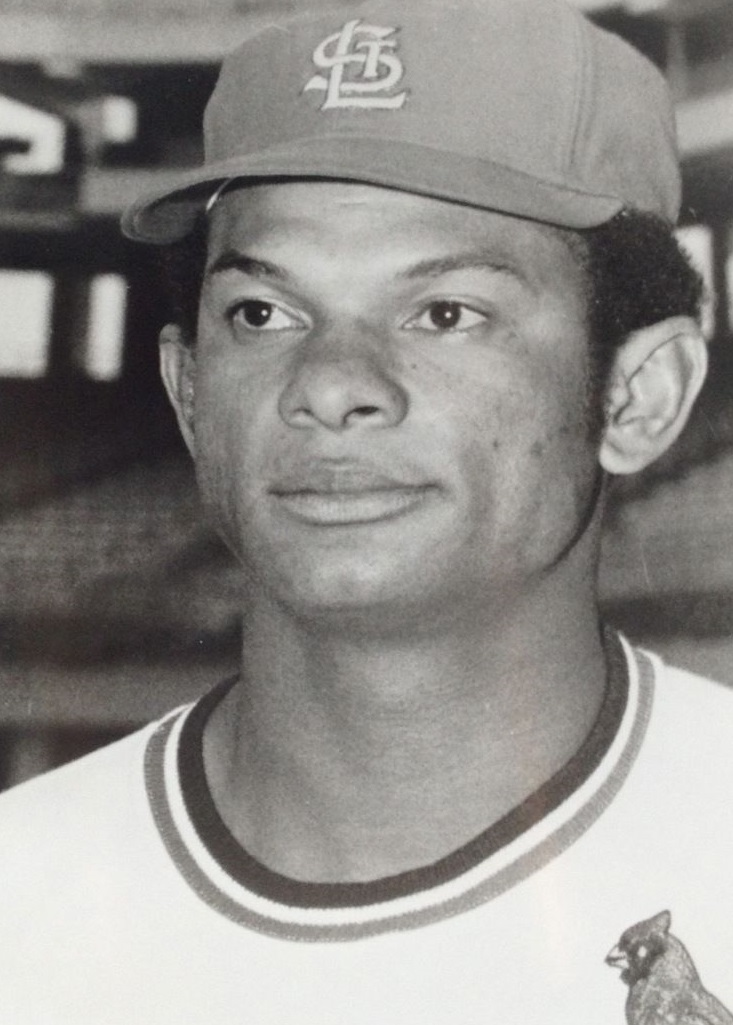
Matty Alou est en 1966 le premier Dominicain champion frappeur.

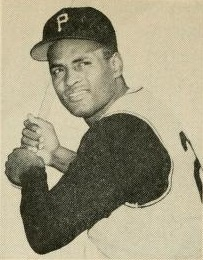
Roberto Clemente est en 1967 le premier Portoricain champion frappeur.

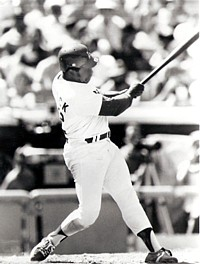
Bill Madlock, quatre fois champion frappeur.

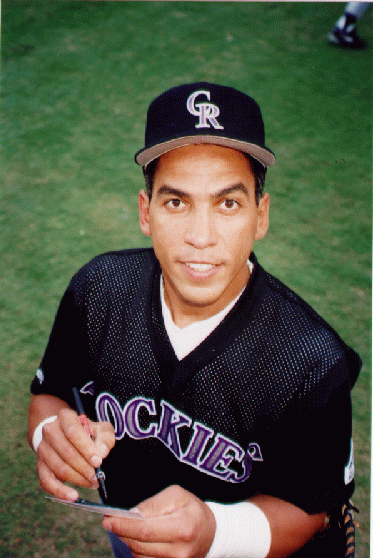
Andrés Galarraga est en 1993 le premier Vénézuélien champion frappeur.

| Année | Joueur               | Équipe                      | Moyenne |
| ----- | -------------------- | --------------------------- | ------- |
| 1876  | Ross Barnes          | White Stockings de Chicago  | ,429    |
| 1877  | Deacon White         | Red Caps de Boston          | ,387    |
| 1878  | Paul Hines           | Grays de Providence         | ,358    |
| 1879  | Paul Hines (2)       | Grays de Providence         | ,357    |
| 1880  | George Gore          | White Stockings de Chicago  | ,360    |
| 1881  | Cap Anson            | White Stockings de Chicago  | ,399    |
| 1882  | Dan Brouthers        | Bisons de Buffalo           | ,368    |
| 1883  | Dan Brouthers (2)    | Bisons de Buffalo           | ,374    |
| 1884  | King Kelly           | White Stockings de Chicago  | ,388    |
| 1885  | Roger Connor         | Giants de New York          | ,371    |
| 1886  | King Kelly (2)       | White Stockings de Chicago  | ,388    |
| 1887  | Sam Thompson         | Wolverines de Détroit       | ,372    |
| 1888  | Cap Anson (2)        | White Stockings de Chicago  | ,344    |
| 1889  | Dan Brouthers (3)    | Beaneaters de Boston        | ,373    |
| 1890  | Jack Glasscock       | Giants de New York          | ,336    |
| 1891  | Billy Hamilton       | Phillies de Philadelphie    | ,380    |
| 1892  | Dan Brouthers (4)    | Grooms de Brooklyn          | ,335    |
| 1893  | Billy Hamilton (2)   | Phillies de Philadelphie    | ,380    |
| 1894  | Hugh Duffy           | Beaneaters de Boston        | ,440    |
| 1895  | Jesse Burkett        | Spiders de Cleveland        | ,409    |
| 1896  | Jesse Burkett (2)    | Spiders de Cleveland        | ,410    |
| 1897  | Willie Keeler        | Orioles de Baltimore        | ,424    |
| 1898  | Willie Keeler (2)    | Orioles de Baltimore        | ,385    |
| 1899  | Ed Delahanty         | Phillies de Philadelphie    | ,410    |
| 1900  | Honus Wagner         | Pirates de Pittsburgh       | ,381    |
| 1901  | Jesse Burkett (3)    | Cardinals de Saint-Louis    | ,376    |
| 1902  | Ginger Beaumont      | Pirates de Pittsburgh       | ,357    |
| 1903  | Honus Wagner (2)     | Pirates de Pittsburgh       | ,355    |
| 1904  | Honus Wagner (3)     | Pirates de Pittsburgh       | ,349    |
| 1905  | Cy Seymour           | Reds de Cincinnati          | ,377    |
| 1906  | Honus Wagner (4)     | Pirates de Pittsburgh       | ,339    |
| 1907  | Honus Wagner (5)     | Pirates de Pittsburgh       | ,350    |
| 1908  | Honus Wagner (6)     | Pirates de Pittsburgh       | ,354    |
| 1909  | Honus Wagner (7)     | Pirates de Pittsburgh       | ,339    |
| 1910  | Sherry Magee         | Phillies de Philadelphie    | ,331    |
| 1911  | Honus Wagner (8)     | Pirates de Pittsburgh       | ,334    |
| 1912  | Heinie Zimmerman     | Cubs de Chicago             | ,372    |
| 1913  | Jake Daubert         | Superbas de Brooklyn        | ,350    |
| 1914  | Jake Daubert (2)     | Superbas de Brooklyn        | ,329    |
| 1915  | Larry Doyle          | Giants de New York          | ,320    |
| 1916  | Hal Chase            | Reds de Cincinnati          | ,339    |
| 1917  | Edd Roush            | Reds de Cincinnati          | ,341    |
| 1918  | Zack Wheat           | Robins de Brooklyn          | ,335    |
| 1919  | Edd Roush (2)        | Reds de Cincinnati          | ,321    |
| 1920  | Rogers Hornsby       | Cardinals de Saint-Louis    | ,370    |
| 1921  | Rogers Hornsby (2)   | Cardinals de Saint-Louis    | ,397    |
| 1922  | Rogers Hornsby (3)   | Cardinals de Saint-Louis    | ,401    |
| 1923  | Rogers Hornsby (4)   | Cardinals de Saint-Louis    | ,384    |
| 1924  | Rogers Hornsby (5)   | Cardinals de Saint-Louis    | ,424    |
| 1925  | Rogers Hornsby (6)   | Cardinals de Saint-Louis    | ,403    |
| 1926  | Bubbles Hargrave     | Reds de Cincinnati          | ,353    |
| 1927  | Paul Waner           | Pirates de Pittsburgh       | ,380    |
| 1928  | Rogers Hornsby (7)   | Braves de Boston            | ,387    |
| 1929  | Lefty O'Doul         | Phillies de Philadelphie    | ,398    |
| 1930  | Bill Terry           | Giants de New York          | ,401    |
| 1931  | Chick Hafey          | Cardinals de Saint-Louis    | ,390    |
| 1932  | Lefty O'Doul (2)     | Dodgers de Brooklyn         | ,368    |
| 1933  | Chuck Klein          | Phillies de Philadelphie    | ,368    |
| 1934  | Paul Waner (2)       | Pirates de Pittsburgh       | ,362    |
| 1935  | Arky Vaughan         | Pirates de Pittsburgh       | ,385    |
| 1936  | Paul Waner (3)       | Pirates de Pittsburgh       | ,373    |
| 1937  | Joe Medwick          | Cardinals de Saint-Louis    | ,374    |
| 1938  | Ernie Lombardi       | Reds de Cincinnati          | ,342    |
| 1939  | Johnny Mize          | Cardinals de Saint-Louis    | ,349    |
| 1940  | Debs Garms           | Pirates de Pittsburgh       | ,352    |
| 1941  | Pete Reiser          | Dodgers de Brooklyn         | ,343    |
| 1942  | Ernie Lombardi (2)   | Braves de Boston            | ,330    |
| 1943  | Stan Musial          | Cardinals de Saint-Louis    | ,357    |
| 1944  | Dixie Walker         | Dodgers de Brooklyn         | ,357    |
| 1945  | Phil Cavarretta      | Cubs de Chicago             | ,355    |
| 1946  | Stan Musial (2)      | Cardinals de Saint-Louis    | ,365    |
| 1947  | Harry Walker         | Saint-Louis et Philadelphie | ,363    |
| 1948  | Stan Musial (3)      | Cardinals de Saint-Louis    | ,376    |
| 1949  | Jackie Robinson      | Dodgers de Brooklyn         | ,342    |
| 1950  | Stan Musial (4)      | Cardinals de Saint-Louis    | ,346    |
| 1951  | Stan Musial (5)      | Cardinals de Saint-Louis    | ,355    |
| 1952  | Stan Musial (6)      | Cardinals de Saint-Louis    | ,336    |
| 1953  | Carl Furillo         | Dodgers de Brooklyn         | ,344    |
| 1954  | Willie Mays          | Giants de New York          | ,345    |
| 1955  | Richie Ashburn       | Phillies de Philadelphie    | ,338    |
| 1956  | Hank Aaron           | Braves de Milwaukee         | ,328    |
| 1957  | Stan Musial (7)      | Cardinals de Saint-Louis    | ,351    |
| 1958  | Richie Ashburn (2)   | Phillies de Philadelphie    | ,350    |
| 1959  | Hank Aaron (2)       | Braves de Milwaukee         | ,355    |
| 1960  | Dick Groat           | Pirates de Pittsburgh       | ,325    |
| 1961  | Roberto Clemente     | Pirates de Pittsburgh       | ,351    |
| 1962  | Tommy Davis          | Dodgers de Los Angeles      | ,346    |
| 1963  | Tommy Davis (2)      | Dodgers de Los Angeles      | ,326    |
| 1964  | Roberto Clemente (2) | Pirates de Pittsburgh       | ,339    |
| 1965  | Roberto Clemente (3) | Pirates de Pittsburgh       | ,329    |
| 1966  | Matty Alou           | Pirates de Pittsburgh       | ,342    |
| 1967  | Roberto Clemente (4) | Pirates de Pittsburgh       | ,357    |
| 1968  | Pete Rose            | Reds de Cincinnati          | ,335    |
| 1969  | Pete Rose (2)        | Reds de Cincinnati          | ,348    |
| 1970  | Rico Carty           | Braves d'Atlanta            | ,366    |
| 1971  | Joe Torre            | Cardinals de Saint-Louis    | ,363    |
| 1972  | Billy Williams       | Cubs de Chicago             | ,333    |
| 1973  | Pete Rose (3)        | Reds de Cincinnati          | ,338    |
| 1974  | Ralph Garr           | Braves d'Atlanta            | ,353    |
| 1975  | Bill Madlock         | Cubs de Chicago             | ,354    |
| 1976  | Bill Madlock (2)     | Cubs de Chicago             | ,339    |
| 1977  | Dave Parker          | Pirates de Pittsburgh       | ,338    |
| 1978  | Dave Parker (2)      | Pirates de Pittsburgh       | ,334    |
| 1979  | Keith Hernandez      | Cardinals de Saint-Louis    | ,344    |
| 1980  | Bill Buckner         | Cubs de Chicago             | ,324    |
| 1981  | Bill Madlock (3)     | Pirates de Pittsburgh       | ,340    |
| 1982  | Al Oliver            | Expos de Montréal           | ,331    |
| 1983  | Bill Madlock (4)     | Pirates de Pittsburgh       | ,323    |
| 1984  | Tony Gwynn           | Padres de San Diego         | ,351    |
| 1985  | Willie McGee         | Cardinals de Saint-Louis    | ,353    |
| 1986  | Tim Raines           | Expos de Montréal           | ,334    |
| 1987  | Tony Gwynn (2)       | Padres de San Diego         | ,370    |
| 1988  | Tony Gwynn (3)       | Padres de San Diego         | ,313    |
| 1989  | Tony Gwynn (4)       | Padres de San Diego         | ,336    |
| 1990  | Willie McGee (2)     | Cardinals de Saint-Louis    | ,335    |
| 1991  | Terry Pendleton      | Braves d'Atlanta            | ,319    |
| 1992  | Gary Sheffield       | Padres de San Diego         | ,330    |
| 1993  | Andrés Galarraga     | Rockies du Colorado         | ,363    |
| 1994  | Tony Gwynn (5)       | Padres de San Diego         | ,394    |
| 1995  | Tony Gwynn (6)       | Padres de San Diego         | ,368    |
| 1996  | Tony Gwynn (7)       | Padres de San Diego         | ,353    |
| 1997  | Tony Gwynn (8)       | Padres de San Diego         | ,372    |
| 1998  | Larry Walker         | Rockies du Colorado         | ,363    |
| 1999  | Larry Walker (2)     | Rockies du Colorado         | ,379    |
| 2000  | Todd Helton          | Rockies du Colorado         | ,372    |
| 2001  | Larry Walker (3)     | Rockies du Colorado         | ,350    |
| 2002  | Barry Bonds          | Giants de San Francisco     | ,370    |
| 2003  | Albert Pujols        | Cardinals de Saint-Louis    | ,359    |
| 2004  | Barry Bonds (2)      | Giants de San Francisco     | ,362    |
| 2005  | Derrek Lee           | Cubs de Chicago             | ,335    |
| 2006  | Freddy Sanchez       | Pirates de Pittsburgh       | ,344    |
| 2007  | Matt Holliday        | Rockies du Colorado         | ,340    |
| 2008  | Chipper Jones        | Braves d'Atlanta            | ,364    |
| 2009  | Hanley Ramírez       | Marlins de la Floride       | ,342    |
| 2010  | Carlos González      | Rockies du Colorado         | ,336    |
| 2011  | José Reyes           | Mets de New York            | ,337    |
| 2012  | Buster Posey         | Giants de San Francisco     | ,337    |
| 2013  | Michael Cuddyer      | Rockies du Colorado         | ,331    |
| 2014  | Justin Morneau       | Rockies du Colorado         | ,319    |
| 2015  | Dee Gordon           | Marlins de Miami            | ,333    |
| 2016  | DJ LeMahieu          | Rockies du Colorado         | ,348    |
| 2017  | Charlie Blackmon     | Rockies du Colorado         | ,331    |
| 2018  | Christian Yelich     | Brewers de Milwaukee        | ,326    |
| 2019  | Christian Yelich     | Brewers de Milwaukee        | ,329    |
| 2020  | Juan Soto            | Nationals de Washington     | ,351    |

## Association américaine

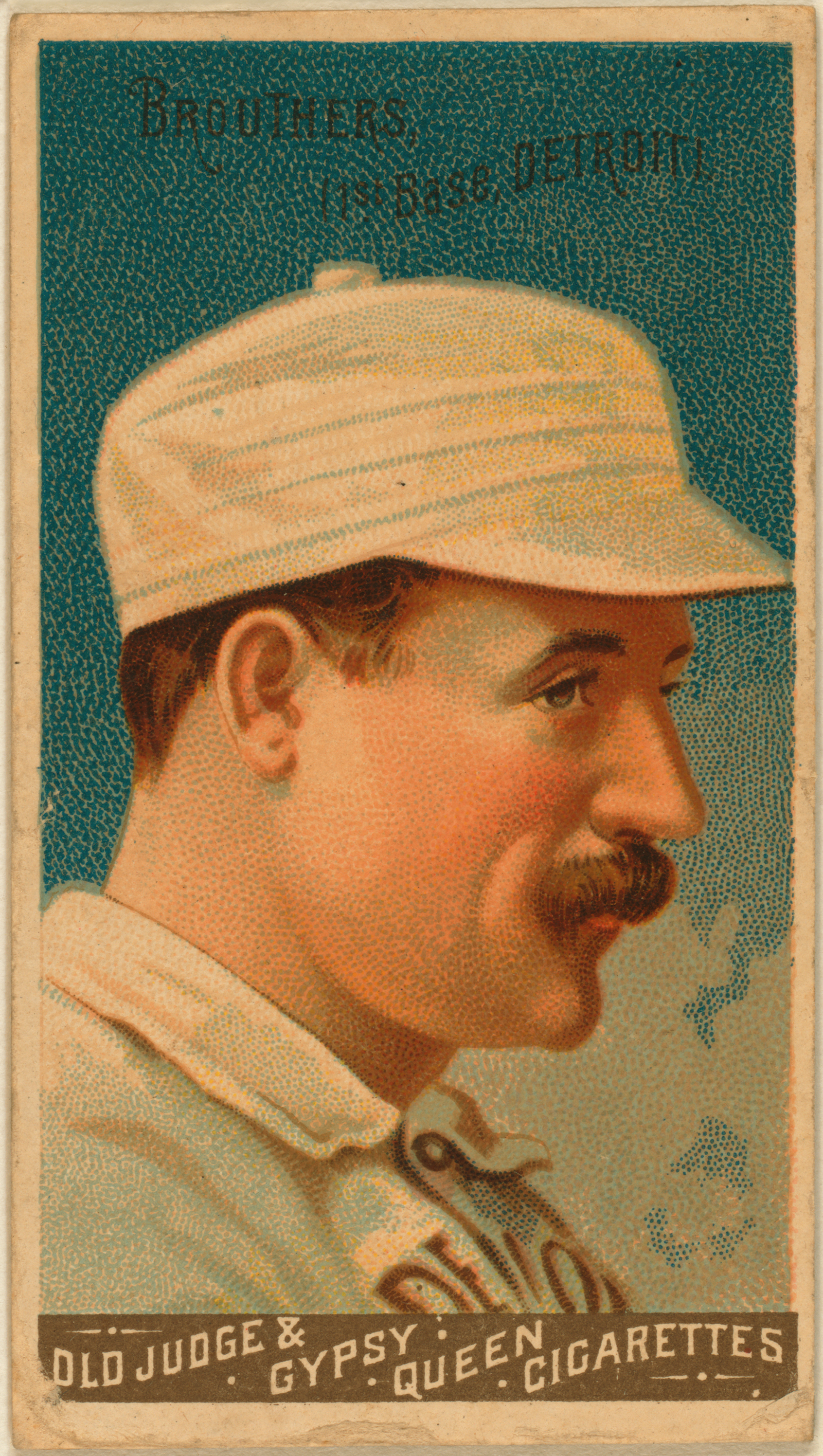
Champion frappeur de l'Association américaine en 1891, Dan Brouthers mène aussi la Ligue américaine pour la moyenne au bâton à 4 reprises de 1882 à 1892.

| Année | Joueur                   | Équipe(s)              | Moyenne au bâton |
| ----- | ------------------------ | ---------------------- | ---------------- |
| 1882  | Pete Browning États-Unis | Louisville Eclipse     | ,378             |
| 1883  | Ed Swartwood États-Unis  | Pittsburgh Alleghenies | ,357             |
| 1884  | Dave Orr États-Unis      | New York Metropolitans | ,354             |
| 1885  | Pete Browning États-Unis | Louisville Colonels    | ,362             |
| 1886  | Guy Hecker États-Unis    | Louisville Colonels    | ,341             |
| 1887  | Tip O'Neill Canada       | St. Louis Browns       | ,435             |
| 1888  | Tip O'Neill Canada       | St. Louis Browns       | ,335             |
| 1889  | Tommy Tucker États-Unis  | Baltimore Orioles      | ,372             |
| 1890  | Jimmy Wolf États-Unis    | Louisville Colonels    | ,363             |
| 1891  | Dan Brouthers États-Unis | Boston Reds            | ,350             |

## Ligue fédérale
| Année | Joueur                 | Équipe(s)             | Moyenne au bâton |
| ----- | ---------------------- | --------------------- | ---------------- |
| 1914  | Benny Kauff États-Unis | Indianapolis Hoosiers | ,370             |
| 1915  | Benny Kauff États-Unis | Brooklyn Tip-Tops     | ,342             |

## Player's League
| Année | Joueur                   | Équipe(s)         | Moyenne au bâton |
| ----- | ------------------------ | ----------------- | ---------------- |
| 1890  | Pete Browning États-Unis | Cleveland Infants | ,373             |

## Union Association
| Année | Joueur                 | Équipe(s)         | Moyenne au bâton |
| ----- | ---------------------- | ----------------- | ---------------- |
| 1884  | Fred Dunlap États-Unis | St. Louis Maroons | ,412             |

## Association nationale
| Année | Joueur                  | Équipe(s)               | Moyenne au bâton |
| ----- | ----------------------- | ----------------------- | ---------------- |
| 1871  | Levi Meyerle États-Unis | Philadelphia Athletics  | ,492             |
| 1872  | Ross Barnes États-Unis  | Boston Red Stockings    | ,432             |
| 1873  | Ross Barnes États-Unis  | Boston Red Stockings    | ,425             |
| 1874  | Levi Meyerle États-Unis | Chicago White Stockings | ,394             |
| 1875  | Deacon White États-Unis | Boston Red Stockings    | ,367             |